# Arquileónida
Arquileónida fue una matrona lacedemonia famosa por su amor a la patria.
Se cuenta que al participarle dos extranjeros la muerte de su hijo, acaecida en un combate, se limitó a preguntar si había sucumbido con valor y como aquellos tras de describir su heroicidad añadiesen que seguramente no habría otro más valiente que él, contestó que si bien su hijo era muy valeroso, aun quedaban en Lacedemonia otros ciudadanos que valían más que él.